# Międzynarodowe prawo handlowe
Międzynarodowe prawo handlowe (ang. international trade law) – jeden z działów prawa międzynarodowego; zespół norm regulujących stosunki handlowe o charakterze prywatno- i publicznoprawnym, które są powiązane z różnymi państwami.
Geneza międzynarodowego prawa handlowego sięga prawa kupieckiego w starożytnej Grecji i Rzymie, ale jego rozkwit przypadł na średniowieczną Europę, kiedy wykształciło się autonomiczne prawo kupieckie, zwane lex mercatoria. Miało ono charakter zwyczajowy, a jego normy powstawały w wielkich ośrodkach handlowych, zwłaszcza portach, gdzie spotykali się kupcy z różnych krajów. Mimo lokalnego charakteru, normy te wzajemnie się przenikały, co prowadziło do ich ujednolicenia. Ważną rolę w rozwoju legis mercatoriae odegrały sądy kupieckie oraz publiczni notariusze. Znaczący wkład wniósł także Związek Hanzeatycki.
W XX wieku, organizacje międzynarodowe, takie jak Międzynarodowa Izba Handlowa, Europejska Komisja Gospodarcza ONZ, Stowarzyszenie Prawa Międzynarodowego i utworzona w 1995 roku Światowa Organizacja Handlu, odegrały ważną rolę w ujednolicaniu norm międzynarodowego prawa handlowego. Mimo to efekty tego procesu mają ograniczony zasięg, co skłoniło do poszukiwania innych narzędzi ułatwiających międzynarodowy handel. Powstały m.in. kodyfikacje zwyczajów i praktyk handlowych, wzorce umowne oraz przewodniki kontraktowe. Ważną rolę w rozwoju międzynarodowych stosunków handlowych pełni arbitraż międzynarodowy.